# AZF (kriminelle Vereinigung)
AZF ist der Name einer oder mehrerer Erpressergruppen in Frankreich, die seit 2003/2004 missglückte Anschläge auf das Eisenbahnnetz der SNCF verübt hatten. Das Kürzel AZF wurde in deren Schreiben nicht erklärt. Die Gruppe wurde vermutlich nach der Chemiefabrik AZF in Toulouse benannt, die am 21. September 2001 durch eine Explosion zerstört wurde.
Vermutlich bereits Ende 2003 drohte die AZF mit Bombenanschlägen auf das französische Eisenbahnnetz mit einer Forderung von 4 Millionen US-Dollar und 1 Million Euro. Daraufhin wurden die 32.000 Streckenkilometer der SNCF von mehr als 10.000 Eisenbahnern abgesucht. Auf einen Hinweis der AZF wurde eine erste Bombe an der Strecke Paris–Toulouse auf der Gemarkung von Folles (nördlich von Limoges) gefunden, mit einem Gemisch aus 2,5 kg Benzin und Ammoniumnitrat. Der Fundort lag neben der Abzweigung einer 5 km langen Bahnlinie zur Uranlagerstätte der COGEMA in Bessines.
Im März 2004 wurde eine zweite Bombe gefunden, auf der Gemarkung von Montiéramey in der Nähe von Troyes, am Waldstück Grand Orient, kurz bevor am 24. März die AZF von sich aus auf weitere Aktionen verzichtete. Aufgrund der unterschiedlichen Bauart der Bomben äußerten die Ermittler jedoch Zweifel an der Urheberschaft der AZF.
Im Oktober 2004 erhob eine Vereinigung namens AZF Lösegeldforderungen gegenüber mehreren Nahrungsmittelfirmen wie Coca-Cola unter Androhung von Giftanschlägen. Es gibt keinen Beweis, dass es sich um dieselbe Gruppe handelt.
Am 24. März 2005 stellte eine AZF Geldforderungen an die französische Regierung unter Ankündigung von Anschlägen für Mai 2005. Die Gruppe benutzte ein neues Logo und verschickte mit einem Zünder versehene Drohbriefe an das Büro des französischen Präsidenten und an das Innenministerium.
Am 18. April 2006 wurde eine weitere Bombe an der TGV-Strecke bei St. Sylvain d’Anjou gefunden. Dabei könnte es sich um einen zweiten Bombentyp handeln, der in einem der Briefe der ersten AZF-Gruppe beschrieben worden war.